# 夢のちから
『夢のちから』（ゆめのちから）は、フジテレビ系列局の一部で放送されていた東海テレビ製作のドキュメンタリー番組である。全226回。製作局の東海テレビでは2006年4月1日から2010年9月11日まで放送。

## 概要
各自の夢に向かって活動する東海3県在住者たちを紹介していた番組で、高校の部活動のようなアマチュア団体の中で活動するスポーツ選手や、夢を叶えるためにある職業に就いた若者などを主に取り上げていた。全国区の番組が着目しないような人物にもスポットを当てていた点が特徴。
当初はタレントの篠原ともえがナレーターを務めていたが、2007年4月7日放送分をもって声優のTARAKOと交代した。またこれ以後は、番組宣伝のナレーションもTARAKOが担当するようになった。番組は、2008年4月からハイビジョン制作を行っていた。

## スタッフ
- ナレーター（初期）：篠原ともえ
- ナレーター（中期以降）：TARAKO
- プロデューサー（初期）：水田尚孝（東海テレビ）、武藤嘉宏（東海テレビプロダクション）、川瀬隆司（東海テレビプロダクション → 東海テレビ）
- プロデューサー（中期以降）：伊藤順子（東海テレビ）
- 制作協力：東海テレビプロダクション
- 制作著作：東海テレビ

## 放送局
| 放送対象地域 | 放送局       | 系列           | 放送日時 | 備考                                           |
| ------------ | ------------ | -------------- | --- | ---------------------------------------------- |
| 中京広域圏   | 東海テレビ   | フジテレビ系列 | 土曜 11:25 - 11:40 （2006年4月1日 - 2010年9月11日） | 製作局                                         |
| 石川県       | 石川テレビ   | フジテレビ系列 | 土曜 11:25 - 11:40 （2006年4月1日 - 2010年9月11日） | 同時ネット                                     |
| 福井県       | 福井テレビ   | フジテレビ系列 | 日曜 06:15 - 06:30 （2007年10月14日 - 2009年3月29日） 土曜 06:15 - 06:30 （2009年4月4日 - 2009年9月26日） 土曜 11:25 - 11:40 （2009年10月3日 - 2010年9月25日）                                                      | 第74回から最終回まで放送（途中未放送の回有り） |
| 広島県       | テレビ新広島 | フジテレビ系列 | 土曜 05:45 - 06:00 （2008年10月18日 - 2009年10月3日） 土曜 05:30 - 05:45 （2009年10月10日 - 2010年1月9日） 土曜 05:15 - 05:30 （2010年1月16日 - 2010年6月26日） 日曜 06:15 - 06:30 （2010年7月4日 - 2010年9月26日） | 第123回から第222回まで放送                     |

## 提供
東海テレビと石川テレビでは名鉄グループの単独提供で放送されていた。名鉄は本番組開始前まで『ふるさと紀行』のスポンサーを務めていたが、リストラの一環から同番組のスポンサーを降り、新しく始まった本番組のスポンサーに付いた。
テレビ新広島においては名鉄グループの提供ではなく、別のローカルスポンサーもつかなかったため、番組中にはスポットCMのみが流れていた。同局のカバーエリアである広島県には、名鉄グループ関連では名鉄運輸の連結子会社である中国名鉄運輸（本社は山口県山口市だが、広島県にも営業所あり。2017年に中国名鉄運送から社名変更）や名鉄観光サービス広島支店など、わずかな関連企業・支店しか存在しないためである。